# HD 118295
HD 118295，又名BD+44 2285，SAO 44675、HR 5116，是一颗恒星，视星等为6.84，位于銀經98.48，銀緯70.79，其B1900.0坐标为赤經13h 30m 58.7s，赤緯+44° 70.79′ 29″。